# Глассманор (Меріленд)
Глассманор (англ. Glassmanor) — переписна місцевість (CDP) в США, в окрузі Графство принца Георга штату Меріленд. Населення — 18 430 осіб (2020).

## Географія
Глассманор розташований за координатами 38°49′5″ пн. ш. 76°59′0″ зх. д. / 38.81806° пн. ш. 76.98333° зх. д. (38.818113, -76.983448).  За даними Бюро перепису населення США в 2010 році переписна місцевість мала площу 6,09 км², уся площа — суходіл.

## Демографія
Згідно з переписом 2010 року, у переписній місцевості мешкало 17 295 осіб у 6744 домогосподарствах у складі 4205 родин. Густота населення становила 2841 особа/км².  Було 7348 помешкань (1207/км²).
Расовий склад населення:
| - 89,2 % — чорних або афроамериканців - 4,1 % — білих - 0,8 % — азіатів - 0,2 % — корінних американців - 0,1 % — вихідців з тихоокеанських островів - 3,1 % — осіб інших рас |

До двох чи більше рас належало 2,5 %. Частка іспаномовних становила 7,5 % від усіх жителів.
За віковим діапазоном населення розподілялося таким чином: 26,5 % — особи молодші 18 років, 66,1 % — особи у віці 18—64 років, 7,4 % — особи у віці 65 років та старші. Медіана віку мешканця становила 33,1 року. На 100 осіб жіночої статі у переписній місцевості припадало 83,6 чоловіків;  на 100 жінок у віці від 18 років та старших — 77,4 чоловіків також старших 18 років.
Середній дохід на одне домашнє господарство  становив 63 349 доларів США (медіана — 51 465), а середній дохід на одну сім'ю — 67 547 доларів (медіана — 51 790). Медіана доходів становила 43 100 доларів для чоловіків та 41 043 долари для жінок. За межею бідності перебувало 13,7 % осіб, у тому числі 22,9 % дітей у віці до 18 років та 4,7 % осіб у віці 65 років та старших.
Цивільне працевлаштоване населення становило 8343 особи. Основні галузі зайнятості: освіта, охорона здоров'я та соціальна допомога — 23,5 %, науковці, спеціалісти, менеджери — 17,1 %, роздрібна торгівля — 12,9 %, публічна адміністрація — 11,6 %.